# Hemigrammus barrigonae
Hemigrammus barrigonae es una especie de pez de la familia Characidae en el orden de los Characiformes.

## Morfología
Los machos pueden llegar a alcanzar los 4 cm de longitud total.

## Hábitat
Vive en zonas de clima tropical 22 °C-26 °C de temperatura.

## Distribución geográfica
Se encuentran en Sudamérica: cuenca del río Orinoco.